# محوطه آسیا وشه ۲
محوطه آسیا وشه ۲ مربوط به سده‌های اولیه دوران‌های تاریخی پس از اسلام است و در شهرستان ماسال، بخش شاندرمن، دهستان شاندرمن، روستای خشکه دریا واقع شده و این اثر در تاریخ ۱۲ دی ۱۳۸۶ با شمارهٔ ثبت ۲۰۴۳۷ به‌عنوان یکی از آثار ملی ایران به ثبت رسیده است.